# NGC 1212
NGC 1212 是位於北天英仙座的一個透鏡狀星系。它在哈伯序列中的類型為S0/a。据估计它距离银河系有2.69亿光年，直径约为8万光年。它的徑向速度為每秒约5,900公里。該天体是由天文学家路易斯·斯威夫特於1884年10月18日发现。